# Nathaniel Cholmley
Nathaniel Cholmley (15 novembre 1721 - 11 mars 1791) est un député britannique.

## Biographie

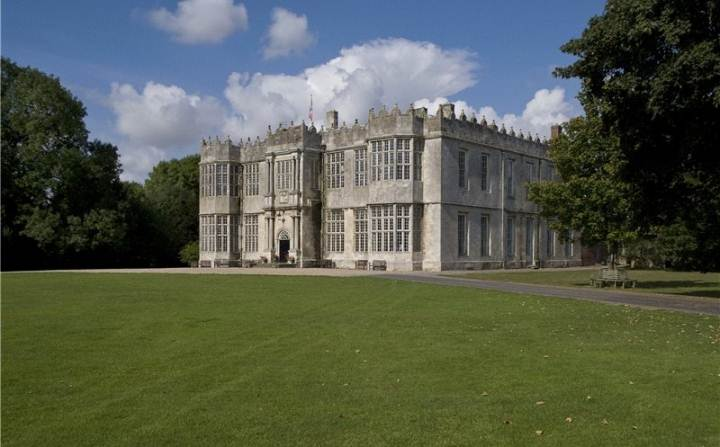
Howsham Hall, Yorkshire du Nord

Il est le fils de Hugh Cholmley et de sa femme Catherine, la fille de Sir John Wentworth, 1er baronnet .
Il est choisi haut shérif du Yorkshire pour 1754-1755. Il est élu au Parlement pour la circonscription d'Aldborough de 1756 à 1768 et pour Boroughbridge de 1768 à 1774 . Il commande le remodelage de son siège à Howsham Hall dans le North Yorkshire, employant Capability Brown pour aménager le parc.
Cholmley se marie trois fois; en 1750, à Catherine, la fille de Sir Rowland Winn, 4e baronnet de Nostell Priory, Yorkshire, avec qui il a deux filles ; puis en 1757, à Henrietta Catherine, fille de Stephen Croft de Stillington, Yorkshire qui lui donne un fils et deux filles et enfin, en 1774, à Anne Jesse, fille de Leonard Smelt de Langton, Yorkshire.